# Amoreira (Óbidos)
Amoreira ist eine Gemeinde (Freguesia) im portugiesischen Kreis Óbidos. In ihr leben 1033 Einwohner (Stand 19. April 2021).